# Діана Булімар
Діана Булімар  (рум. Diana Laura Bulimar, 22 серпня 1995) — румунська гімнастка, олімпійська медалістка.

## Виступи на Олімпіадах
| Олімпіада   | Дисципліна        | Місце   |
| ----------- | ----------------- | ------- |
| Лондон 2012 | командний залік   | 3       |
| Лондон 2012 | різновисокі бруси | 30 r1/2 |